# Selecció de futbol de San Marino
La selecció de futbol de San Marino representa a San Marino a les competicions internacionals de futbol. És controlada per la Federació Sanmarinesa de Futbol.

## Participacions en la Copa del Món
- 1930 - No participà
- 1934 - No participà
- 1938 - No participà
- 1950 - No participà
- 1954 - No participà
- 1958 - No participà
- 1962 - No participà
- 1966 - No participà
- 1970 - No participà
- 1974 - No participà
- 1978 - No participà
- 1982 - No participà
- 1986 - No participà
- 1990 - No participà
- 1994 - No es classificà
- 1998 - No es classificà
- 2002 - No es classificà
- 2006 - No es classificà
- 2010 - No es classificà
- 2014 - No es classificà
- 2018 - No es classificà

## Participacions en el Campionat d'Europa
- 1960 a 1988 - No hi participà
- 1992 a 2016 - No es classificà